# Keresztesi Amália
Keresztesi Amália (Szabadka, 1853 – 1902 után) színésznő, Raisz (Rajz) János felesége.

## Életútja
1869. február 2-án lépett a színipályára, Hubay Gusztávnál. 1879 február-márciusában - már férjes asszonyként - Balogh Alajos társulatában szerepelt, ezután 1880. január 1-től Balogh Árpádnál, március 21-től Gáspár Jenőnél, majd 1881. szeptember 1-től újra Baloghnál játszott. 1883-ban a Csiszár-Pesti-Polgár egyesített társulat tagja volt, 1884. május havában Pesti Ihász Lajos társulatának tagja, itt működött 1887-ig. Két év múltán Gerőfy Andor, azután 1890 és 1894 között Egri Kálmán, Deréki Antal és Szalkai Lajos voltak az igazgatói. 1902-ben nyugdíjazták.
Raisz Jánossal közös gyermekük: Rajz Sándor Károly (Nagytapolcsány, 1880. június 5. – Komárom, 1882. március 2.).